# منطقه ۲۲ شهرداری تهران
منطقهٔ ۲۲ شهرداری تهران منطقه‌ای در شمال غرب شهر تهران است. این منطقه در پایین دست حوضهٔ آبریز رودخانهٔ کن و وردیج قرار دارد که از شمال با کوهستان البرز مرکزی، از شرق با حریم رودخانهٔ کن، از جنوب با آزاد راه تهران - کرج و از غرب با جنگل‌های دست کاشت وردآورد محدود می‌شود. منطقهٔ بیست و دو با مناطق پنج و بیست و یک شهرداری تهران همجوار است. منطقهٔ ۲۲ دارای ۶ ناحیه، ۱۲ محله و ۲۸ شهرک با ۵۸۸۱ هکتار وسعت است. شهروندان منطقهٔ بیست و دو به واسطهٔ آزادراه تهران - کرج در جنوب، بزرگراه شهید خرازی در شمال، بزرگراه آزادگان در غرب و همچنین بزرگراه شهید همدانی در میانهٔ این منطقه به شبکهٔ بزرگراهی تهران و نیز شبکهٔ بین‌شهری مناطق شمالی ایران دسترسی خوبی دارند.

## تاریخچه
در دههٔ ۱۳۴۰ پیوستن اراضی کنونی منطقهٔ ۲۲ به بافت شهری تهران آغاز گردیده است. با توجه به گزارش‌های تاریخی، مالکان اولیهٔ اراضی منطقه خانوادهٔ فرمانفرمایان و فیروزگر بودند. پس از تصویب نخستین طرح جامع تهران در سال ۱۳۴۹ منطقه با نام شهر جدید کن در سال‌های دههٔ ۱۳۵۰ زیر ساخت‌وساز رفت. در فاصله سال‌های ۱۳۴۹ تا ۱۳۵۸ حدود ۲۰ درصد اراضی منطقه تفکیک شد، مالکان جزئی پیدا کرد. بقیهٔ اراضی به قطعات بزرگ (۱۰۰۰ مترمربع به بالا) تقسیم شد.
پس از پیروزی انقلاب اسلامی اراضی فرمانفرمایان و فیروزگر ملی اعلام شد و تعدادی از آنها به سازمان زمین شهری واگذار شد.
در فاصلهٔ سال‌های دههٔ ۱۳۶۰، ۲۵ درصد اراضی توسط نیروهای مسلح جهت ساخت و ساز پادگان‌های نظامی مورد استفاده قرار گرفت. همچنین در قسمتی از اراضی این منطقه نیز تعاونی‌های مسکن شروع به شهرک‌سازی کردند. با توجه به رشد ساختمان سازی و افزایش جمعیت شهرداری تهران بر آن شد تا اراضی شمال غرب تهران را به محدوده خدماتی شهر تهران الحاق نماید؛ بر این اساس تهیه طرح تفصیلی منطقهٔ ۲۲ بنا به توصیه شورای عالی شهرسازی و معماری ایران در سال ۱۳۷۰ در دستور کار مهندسین مشاور قرار گرفت. در سال ۱۳۷۳ مطالعات تهیه شده توسط مشاور با عنوان طرح تفصیلی منطقهٔ ۲۲ تصویب شد. در سال ۱۳۷۸ پس از رفع ایرادهای طرح قبلی طرح تفصیلی جدید به تصویب رسید و در تاریخ هشتم شهریورماه ۱۳۷۹ شهرداری این منطقه فعالیتش را آغاز کرد.

## موقعیت جغرافیایی
منطقهٔ ۲۲ شهرداری تهران در قسمت شمال غربی شهر تهران و در پایین دست حوضه آبریز رودخانهٔ کن و وردیج قرار دارد. این منطقه از شمال با کوهستان البرز مرکزی، در شرق با حریم رودخانهٔ کن، در جنوب با آزاد راه تهران - کرج و در غرب با محدوده جنگل‌های دست کاشت وردآورد محدود می‌شود. منطقهٔ بیست و دو با مناطق پنج و بیست و یک شهرداری تهران همجوار است. به این ترتیب مرز شمالی منطقهٔ بیست و دو شهرداری تهران تا منتهی‌الیه دامنه‌های جنوبی البرز تا ارتفاع ۱۸۰۰ متری توسعه یافته است. در محدوده منطقهٔ ۲۲ بلندترین منطقه ارتفاعی از سطح دریا در خط مستقیم حوزه آبریز شمالی در ارتفاعات البرز و در شرق روستای کیگا با رقوم ۳۸۴۰ و پست‌ترین آن در خروجی پیکان‌شهر به ارتفاع ۱۲۲۰متر است.
مسیر رودخانهٔ کن که از شمال به جنوب جریان دارد پس از نقطهٔ خروجی در سرتاسر حد شرقی محدوده طرح کشیده شده و پذیرندهٔ آب‌های سطحی حوزه‌های شرقی است که از طریق کانال‌های انحرافی به آن متصل می‌شوند. رودخانه وردآورد نیز در امتداد شمالی جنوبی و به موازات رودخانهٔ کن جریان دارد و در قسمت شمالی در غرب منطقه میانی امتداد یافته است و در پائین دست، حد غربی محدوده طرح را تشکیل می‌دهد. فاصله متوسط این دو رودخانه از یکدیگر در حدود ۱۰ کیلومتر است. مقایسه سطح منطقهٔ بیست و دو با سطح دیگر مناطق با وسعت ۷۰۷۵۰ هکتار نشان از تعلق حدود ۴/۸ درصد از مساحت محدوده خدماتی شهر تهران به این منطقه است. این محدوده در ناحیه دشت سر تهران و در قسمت دشت چیتگر قرار دارد و از لحاظ زمین‌شناسی از رسوبات غیر متراکمی به وجود آمده که از دامنه جنوبی کوه‌های البرز حمل و ته‌نشین شده‌اند و در ضخامت رسوبات آبرفتی این ناحیه یک سفره آب زیرزمینی گسترده وجود دارد شیب عمومی منطقه از شمال به جنوب است.
دسترسی‌های مهم منطقه، آزاد راه تهران - کرج و آزادراه تهران - شمال می‌باشد که آزاد راه در حال احداث تهران-شمال به عنوان شریان اصلی شمال به جنوب کشور، مسیر اصلی رفت و آمد است. این منطقه که بنابر ضوابط طرح جامع جزو گسترش پیوسته شهر است؛ دربرگیرنده ساختمان‌های ورزشگاه آزادی و جنگل چیتگر است.

## جمعیت و مساحت
منطقهٔ بیست و دو طبق پهنه بندی مصوب سال ۱۳۹۱، بالغ بر ۵۸۸۱ هکتار وسعت دارد؛ این منطقه با هدف رفع کمبودهای خدماتی حوزهٔ غرب تهران و نیز جابه‌جایی بخشی از جمعیت ساکن در بافت‌های فرسودهٔ تهران مرکزی و نیز اسکان بخشی از جمعیت شهر تهران ایجاد شد. جمعیت این منطقه براساس سرشماری سال ۱۳۹۵ ایران، ۱۷۵٬۳۹۸ نفر (۵۴٬۸۵۷ خانوار) شامل ۸۹٬۱۴۶ مرد و ۸۶٬۲۵۲ زن می‌باشد. جمعیت این منطقه براساس سرشماری سال ۱۳۹۰ ایران، ۱۲۸٬۹۵۸ نفر (۳۸٬۱۰۶ خانوار) شامل ۶۵٬۴۷۶ مرد و ۶۳٬۴۸۲ زن می‌باشد.

## محیط زیست
وجود آلودگی‌های صوتی و هوا در کنار انبوهی‌سازی از چالش‌های این منطقه است. همچنین وجود برج‌های منطقهٔ ۲۲ تهران تأثیر بسیار کمی (نزدیک به صفر) بر بادهای غربی تهران دارد که با فاصله گرفتن از برج‌ها این تأثیرات به صفر می‌رسد.

## حمل و نقل عمومی
شهروندان منطقهٔ بیست و دو به واسطه آزادراه تهران - کرج در جنوب، بزرگراه شهید خرازی در شمال، بزرگراه آزادگان در غرب و همچنین بزرگراه شهید همدانی در میانه این منطقه به شبکهٔ بزرگراهی تهران و نیز شبکه بین شهری مناطق شمالی ایران دسترسی خوبی دارند. علاوه بر آن به دلیل وجود این شاهراه‌های اصلی، امکان ترددهای پر حجم روزانه بین شهری و بین استانی را فراهم می‌شود. علاوه بر محورهای مواصلاتی یاد شده، قطار بین شهری تهران - کرج، تهران - گلشهر، تهران - هشتگرد نیز به موازات بزرگراه تهران - کرج از جنوب این منطقه می‌گذرد، این خط راه‌آهن در محدوده منطقهٔ ۲۲ دارای چهار ایستگاه استادیوم آزادی، پارک چیتگر، ایران خودرو و وردآورد می‌باشد و امکان عبور و مرور بدون ترافیک و در بالاترین حجم ممکنه را بین کلانشهرهای کرج و تهران فراهم می‌سازد. همچنین خبرهایی مبنی بر افتتاح خط ده مترو تهران و تخصیص شمار ایستگاه‌های بیشتری به این منطقه از تهران پیشتر اعلام شده است.

### ایستگاه‌های مترو
- ایستگاه متروی ورزشگاه آزادی
- ایستگاه متروی ایران خودرو
- ایستگاه متروی چیتگر
- ایستگاه متروی وردآورد

## محله‌ها
منطقهٔ بیست و دو دارای ۴ ناحیه، ۱۲ محله و ۲۸ شهرک با ۵۸۸۱ هکتار وسعت است.
- زیبادشت
- دهکده المپیک[۱۱]
- آبشار[۱۲]
- باقری[۱۳]
- سرو آزاد[۱۴]
- دریاچه خلیج فارس[۱۵]
- قائم[۱۶]
- زیبا دشت[۱۷]
- شریف[۱۸]
- صدرا[۱۹]
- گلستان[۲۰]
- هوانیروز[۲۱]
- کوهک[۲۲]

## مراکز مهم
این منطقه دارای مراکز مهم ورزشی، علمی، اقتصادی و گردشگری است.

### دانشگاه‌ها و مراکز علمی
- دانشگاه علامه طباطبایی
- دانشگاه علوم انتظامی
- پژوهشگاه پلیمر و پتروشیمی

### ورزشی
- مجموعهٔ ورزشی آزادی تهران

### تفریحی گردشگری
از مراکز تفریحی و گردشگری منطقه می‌توان به موارد زیر اشاره کرد.
- پارک جنگلی چیتگر
- پارک جنگلی خرگوش‌دره
- پارک جنگلی لتمال کن
- پارک جنگلی وردآورد
- دریاچه چیتگر
- آبشار تهران
- بوستان جوانمردان
- ایران مال
- بوستان بانوان ریحانه
- بوستان شب بو
- بوستان آتش‌نشان
- بوستان افرا
- بوستان باغ نو
- بیمارستان ایرانیان
- سینما دهکده
- فرهنگسرای شهر
- فرهنگسرای طبرستان